# Chris Tucker

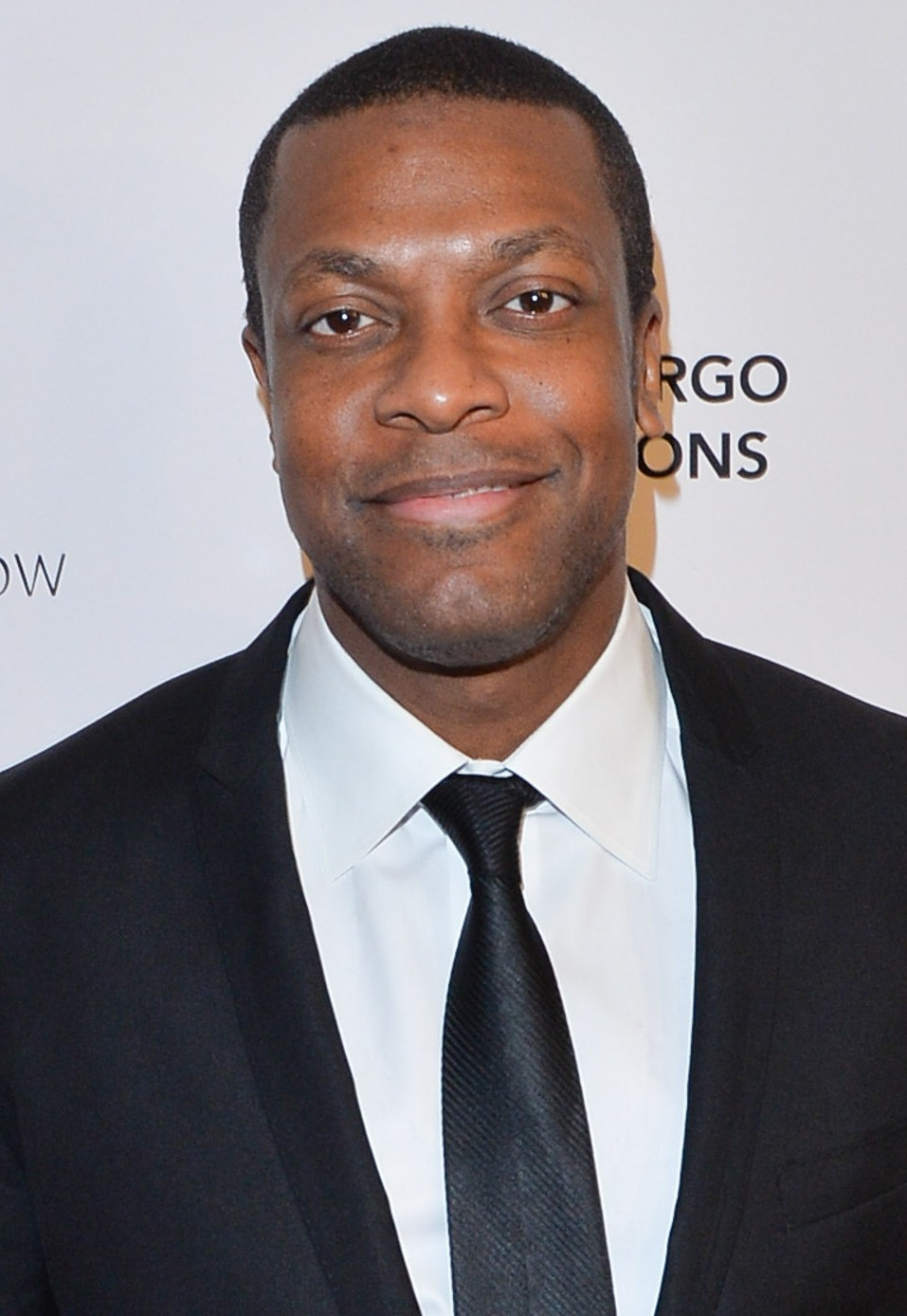
Chris Tucker (2012)

Christopher „Chris“ Tucker (* 31. August 1971 in Atlanta, Georgia) ist ein US-amerikanischer Filmschauspieler und Komiker.

## Leben und Wirken
In den USA gelang ihm der Durchbruch als Ice Cubes ständig bekiffter „Homie“ namens Smokey in der Komödie Friday, dem ersten Teil der Friday-Trilogie.
Trotz des Erfolges seiner Rolle stand er für die beiden Fortsetzungen Next Friday und Friday After Next nicht mehr zur Verfügung (er wurde ersetzt durch den populären afro-amerikanischen Schauspieler Mike Epps).
Im deutschsprachigen Raum erregte er erstmals 1997 größeres Aufsehen als penetranter, aberwitziger Rundfunkmoderator Ruby Rhod in Luc Bessons Science-Fiction-Film Das fünfte Element an der Seite von Action-Held Bruce Willis.
Sowohl national als auch international erfolgreich waren die drei Rush-Hour-Filme, in denen er an der Seite von Hongkong-Superstar Jackie Chan die zweite Hauptrolle spielte.
Die Rush Hour-Filme leben vor allem von den witzigen Dialogen zwischen Detective James Carter (Chris Tucker) und Chief Inspector Lee (Jackie Chan), die in erster Linie kulturelle Differenzen zwischen dem US-Amerikaner Carter und dem Chinesen Lee zum Inhalt haben.
Tucker war ein enger Freund von Michael Jackson. So spielte er in seinem Musikvideo You Rock My World (2001) neben Michael Jackson eine Hauptrolle. 2004/05 sagte er im Gerichtsprozess um Jackson für seinen Freund aus. Zu seinen guten Freunden zählt auch Jackie Chan.
Sein Standardsynchronsprecher war Torsten Michaelis.

## Filmografie

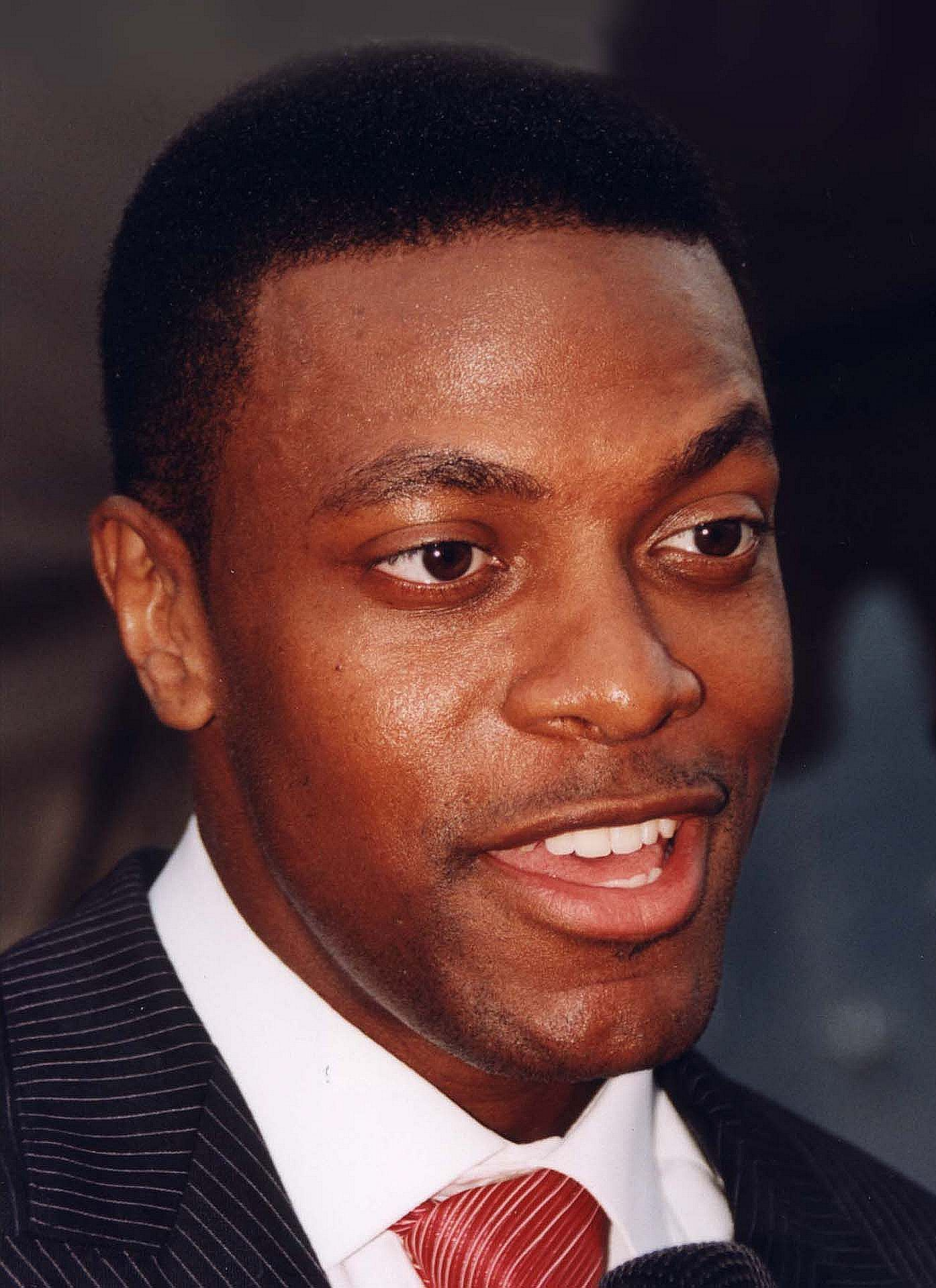
Chris Tucker (2000)

- 1992: Echt super, Mr. Cooper (Hangin’ with Mr. Cooper, Fernsehserie, 1 Episode)
- 1993: Meteor Man
- 1994: House Party 3
- 1995: Panther
- 1995: Friday
- 1995: Tupac Shakur und Dr. Dre – California Love (Musikvideo)
- 1995: Dead Presidents
- 1997: Jackie Brown
- 1997: Money Talks – Geld stinkt nicht (Money Talks) – auch Produzent
- 1997: Das fünfte Element (The Fifth Element)
- 1998: Rush Hour
- 2001: Michael Jackson – You Rock My World (Musikvideo)
- 2001: Rush Hour 2
- 2007: Rush Hour 3
- 2012: Silver Linings (Silver Linings Playbook)
- 2016: Die irre Heldentour des Billy Lynn (Billy Lynn’s Long Halftime Walk)
- 2023: Air: Der große Wurf (Air)

## Auszeichnungen und Nominierungen
| Jahr | Award                               | Kategorie                                                                            | Film                                                 | Ergebnis    |
| ---- | ----------------------------------- | ------------------------------------------------------------------------------------ | ---------------------------------------------------- | ----------- |
| 1996 | MTV Movie Awards                    | Bester Nachwuchsschauspieler                                                         | Friday                                               | Nominierung |
| 1996 | MTV Movie Awards                    | Bester Filmkomiker                                                                   | Friday                                               | Nominierung |
| 1996 | MTV Movie Awards                    | Bestes Team (mit Ice Cube)                                                           | Friday                                               | Nominierung |
| 1998 | Goldene Himbeere                    | Schlechtester Newcomer                                                               | Money Talks – Geld stinkt nicht & Das fünfte Element | Nominierung |
| 1999 | NAACP Image Award                   | Bester Hauptdarsteller                                                               | Rush Hour                                            | Nominierung |
| 1999 | MTV Movie Awards                    | Bester Filmkomiker                                                                   | Rush Hour                                            | Nominierung |
| 1999 | MTV Movie Awards                    | Beste Kampfszene (mit Jackie Chan vs. Die Chinesische Gang)                          | Rush Hour                                            | Nominierung |
| 1999 | MTV Movie Awards                    | Bestes Team (mit Jackie Chan)                                                        | Rush Hour                                            | Gewonnen    |
| 1999 | Blockbuster Entertainment Awards    | Lieblingsduo (mit Jackie Chan)                                                       | Rush Hour                                            | Gewonnen    |
| 2002 | Satellite Awards                    | Bester Hauptdarsteller – Komödie/Musical                                             | Rush Hour 2                                          | Nominierung |
| 2002 | NAACP Image Award                   | Bester Hauptdarsteller                                                               | Rush Hour 2                                          | Nominierung |
| 2002 | MTV Movie Awards                    | Bester Komiker                                                                       | Rush Hour 2                                          | Nominierung |
| 2002 | MTV Movie Awards                    | Bester Musik-Moment                                                                  | Rush Hour 2                                          | Nominierung |
| 2002 | MTV Movie Awards                    | Bestes Team (mit Jackie Chan)                                                        | Rush Hour 2                                          | Nominierung |
| 2002 | MTV Movie Awards                    | Bester Kampf (mit Jackie Chan vs. Die Hong Kong Gang)                                | Rush Hour 2                                          | Gewonnen    |
| 2002 | Teen Choice Awards                  | Beste Filmchemie (mit Jackie Chan)                                                   | Rush Hour 2                                          | Nominierung |
| 2002 | Teen Choice Awards                  | Bester Darsteller – Action/Comedy                                                    | Rush Hour 2                                          | Gewonnen    |
| 2002 | Nickelodeon Kids’ Choice Awards     | Lieblings Butt Kicker                                                                | Rush Hour 2                                          | Nominierung |
| 2002 | Nickelodeon Kids’ Choice Awards     | Lieblingsschauspieler                                                                | Rush Hour 2                                          | Gewonnen    |
| 2002 | BET Awards                          | Bester Schauspieler                                                                  | Rush Hour 2                                          | Nominierung |
| 2002 | ShoWest Convention                  | Bester Komiker                                                                       | Einzelpreis                                          | Gewonnen    |
| 2008 | MTV Movie Awards                    | Beste Kampfszene (mit Jackie Chan vs. Sun Ming Ming)                                 | Rush Hour 3                                          | Nominierung |
| 2008 | People’s Choice Award               | Lieblingsteam (mit Jackie Chan)                                                      | Rush Hour 3                                          | Nominierung |
| 2012 | Capri, Hollywood                    | Bestes Schauspielensemble (mit Bradley Cooper, Robert De Niro und Jennifer Lawrence) | Silver Linings                                       | Gewonnen    |
| 2012 | Gotham Awards                       | Bestes Schauspielensemble (mit Bradley Cooper, Robert De Niro und Jennifer Lawrence) | Silver Linings                                       | Nominierung |
| 2012 | Phoenix Film Critics Society Awards | Bestes Schauspielensemble (mit Bradley Cooper, Robert De Niro und Jennifer Lawrence) | Silver Linings                                       | Nominierung |
| 2013 | Central Ohio Film Association       | Bestes Schauspielensemble (mit Bradley Cooper, Robert De Niro und Jennifer Lawrence) | Silver Linings                                       | Nominierung |
| 2013 | Screen Actors Guild Awards          | Bestes Schauspielensemble (mit Bradley Cooper, Robert De Niro und Jennifer Lawrence) | Silver Linings                                       | Nominierung |